# Osip Gabriłowicz
Osip Sołomonowicz Gabriłowicz, ros. Осип Сoломонович Габрилович; także Gabrilovich, Gabrilowitsch (ur. 26 stycznia?/7 lutego 1878 w Petersburgu, zm. 14 września 1936 w Detroit) – amerykański pianista i dyrygent pochodzenia rosyjskiego.

## Życiorys
W latach 1888–1894 studiował w Konserwatorium Petersburskim grę na fortepianie u Antona Rubinsteina oraz kompozycję u Anatolija Ladowa i Aleksandra Głazunowa. Od 1894 do 1896 roku kształcił się w Wiedniu u Teodora Leszetyckiego (fortepian) i Karela Navrátila (kompozycja). Jako pianista po raz pierwszy wystąpił publicznie w 1896 roku w Berlinie, w 1900 roku debiutował w USA. W 1906 roku odbył uzupełniające studia dyrygenckie u Arthura Nikischa w Lipsku. Wielokrotnie koncertował w krajach europejskich oraz w Stanach Zjednoczonych. W latach 1910–1914 dyrygował Konzertverein w Monachium. W 1914 roku wyjechał na stałe do USA, w 1921 roku otrzymał amerykańskie obywatelstwo. W latach 1918–1935 dyrygował Detroit Symphony Orchestra. Od 1928 roku wspólnie z Leopoldem Stokowskim prowadził Philadelphia Orchestra.
W 1909 roku poślubił śpiewaczkę Clarę Clemens, córkę Marka Twaina. Zasłynął jako wykonawca dzieł Mozarta i Chopina. Wraz z Flonzaley Quartet dokonał pierwszego nagrania fonograficznego Kwintetu fortepianowego Roberta Schumanna (1927). Zajmował się także kompozycją, napisał Ouverture rhapsodie na orkiestrę, Elegy na wiolonczelę i fortepian, utwory fortepianowe, pieśni.